# Fjällsjö tingslag
Fjällsjö var ett tingslag i Ångermanlands västra domsaga i Västernorrlands län i nordvästra delen av landskapet Ångermanland. 
Tingslaget bildades 1913 genom att verksamheter från Ramsele tingslag och Resele tingslag fördes hit. Fjällsjö tingslags verksamhet överfördes 1939 till Ångermanlands västra domsagas tingslag.
Tingslaget ingick i Ångermanlands västra domsaga bildad 1882.

## Socknar
Fjällsjö tingslag omfattade fyra socknar.

Hörde till Resele tingslag före 1913:
- Junsele

Hörde till Ramsele tingslag före 1913:
- Bodum
- Fjällsjö
- Tåsjö